# Mont-Disse
Mont-Disse település Franciaországban, Pyrénées-Atlantiques megyében. Lakosainak száma 81 fő (2022. január 1.). Mont-Disse Arrosès, Aubous, Aurions-Idernes, Aydie, Cadillon, Conchez-de-Béarn és Diusse községekkel határos.

## Népesség
A település népességének változása:
| Lakosok száma | 77   | 73   | 76   | 72   | 75   | 78   | 81   | 79   | 81   |
|               | 2013 | 2015 | 2016 | 2017 | 2018 | 2019 | 2020 | 2021 | 2022 |